# Protounguicularia vandae
Protounguicularia vandae är en svampart som först beskrevs av Josef Velenovský, och fick sitt nu gällande namn av Svrcek 1992. Protounguicularia vandae ingår i släktet Protounguicularia och familjen Hyaloscyphaceae.   Inga underarter finns listade i Catalogue of Life.